# Fikret Čaušević
Fikret Čaušević (ur. 13 maja 1973 w Čajničach) – bośniacki niepełnosprawny siatkarz, medalista paraolimpijski.
Karierę klubową rozpoczął w zespole Zenica 92. W reprezentacji narodowej grał od 1995 roku. Na Letnich Igrzyskach Paraolimpijskich 2000 był członkiem drużyny, która zdobyła srebrny medal paraolimpijski. Cztery lata później został mistrzem paraolimpijskim, a w 2006 roku mistrzem świata.
W 2017 roku wyróżniono go tytułem zasłużonego sportowca Bośni i Hercegowiny.